# Ale (isbrytare)

Ales heraldiska vapen.

Ale är en isbrytare som ägs av Sjöfartsverket. Ale är specialbyggd för att kunna gå igenom Trollhätte kanal till Vänern. Den beställdes i februari 1972, och levererades till Sjöfartsverket den 19 december 1973. Under åren 1995–1998 låg Ale vid Estonias haveriplats. Isbrytaren är byggd av finska Wärtsilä i Vasa där skrov och del av överbyggnad gjordes för att sedan färdigställas i Helsingfors.
Driften är diesel-elektrisk med två likströmsmotorer i aktern för framdrift. Ale saknar förpropellrar, men har däremot ett luftbubblingssystem som blåser ut luft genom tio munstycken på varje sida av skrovet, tre meter under vattenlinjen, vilket minskar friktionen mellan skrovet och isen. 
Luftbubblingssystemet drevs från början av två Scania dieselmotorer på 250 hästkrafter var, men de är numera ersatta av Volvo pentamotorer vilket även hjälpmaskinerna är. Till skillnad från övriga statsisbrytare har hon inte heller något krängningssystem.
Ale har en förmåga att bryta 0,6 meter tjock is i en fart på tre knop.

## Nya statsisbrytare
År 2015 inledde Sjöfartsverket planeringsarbetet för ersättare för de fem statsisbrytarna Oden, Frej, Ymer, Atle och Ale. Målsättningen var då att det första nya fartyget skulle tas i drift runt år 2020. Kostnaden beräknades 2015 till ca 1-1,5 miljarder kronor per fartyg. I mars 2020 tecknade Sjöfartsverket ett avtal med finländska Trafikledsverket om ett gemensamt designunderlag för nya isbrytare i Östersjön.

## Bildgalleri

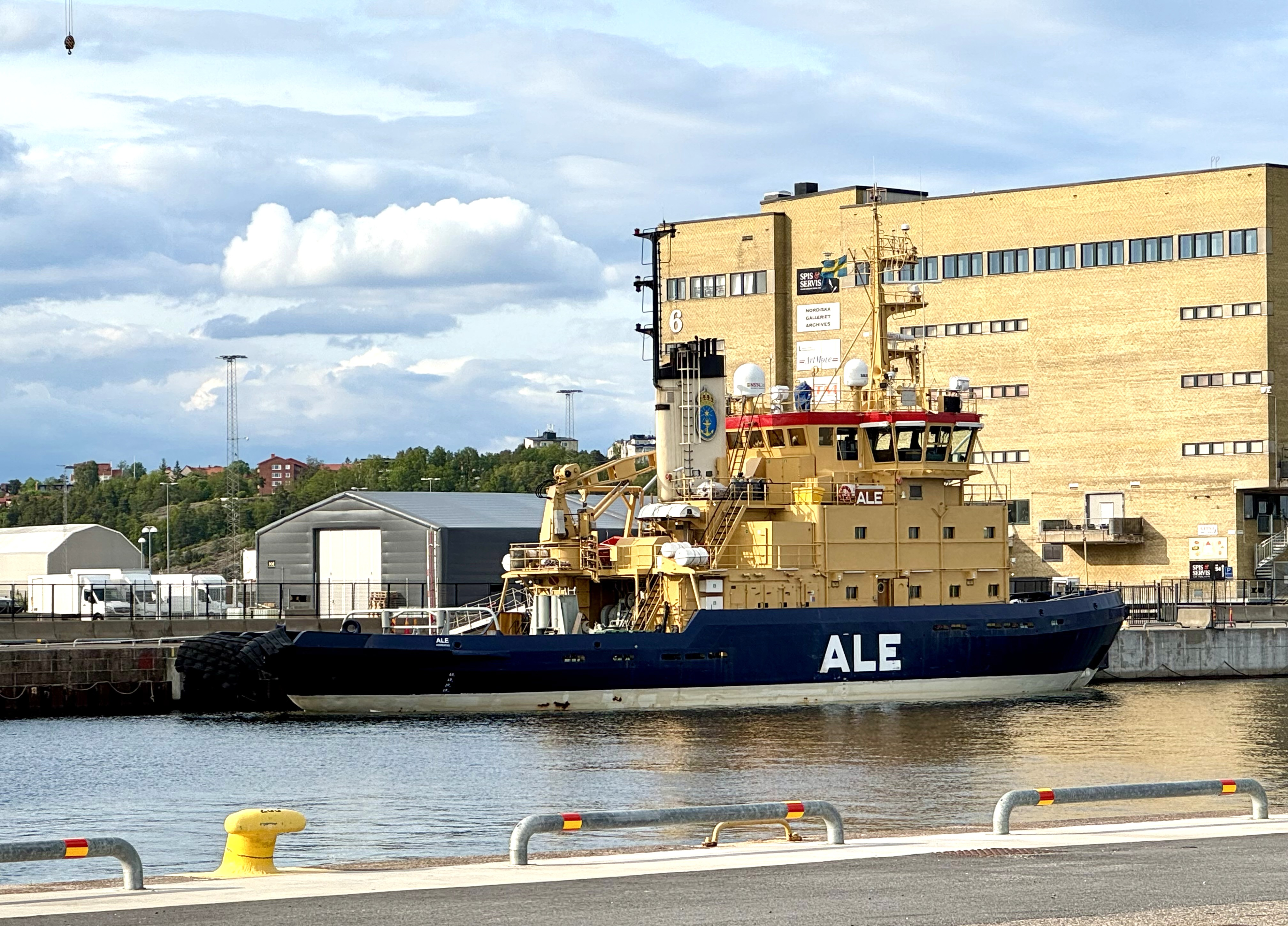
Ale vid Magasin 6 i Stockholms Frihamn.
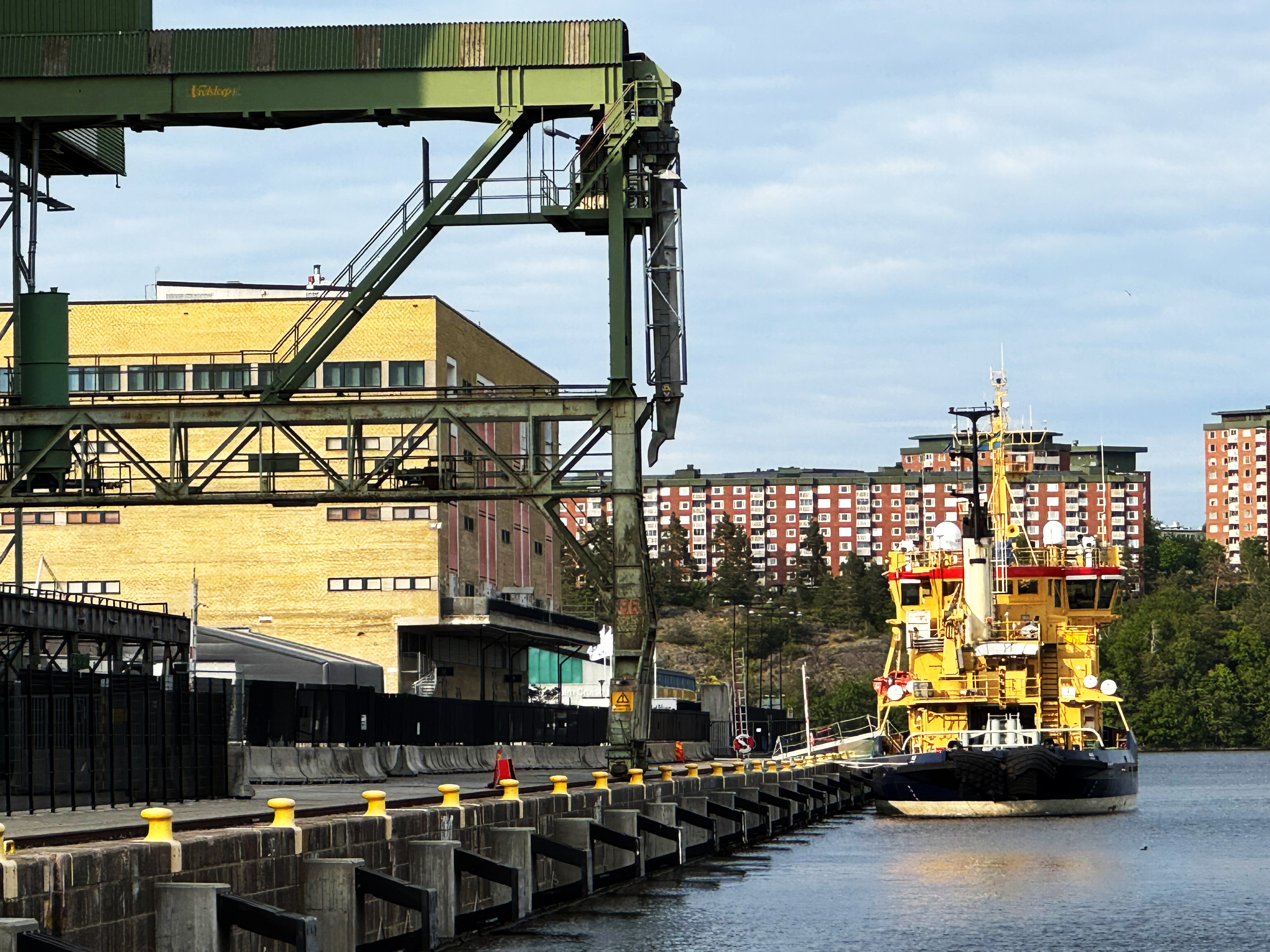
Ale vid Magasin 6 i Stockholms Frihamn.
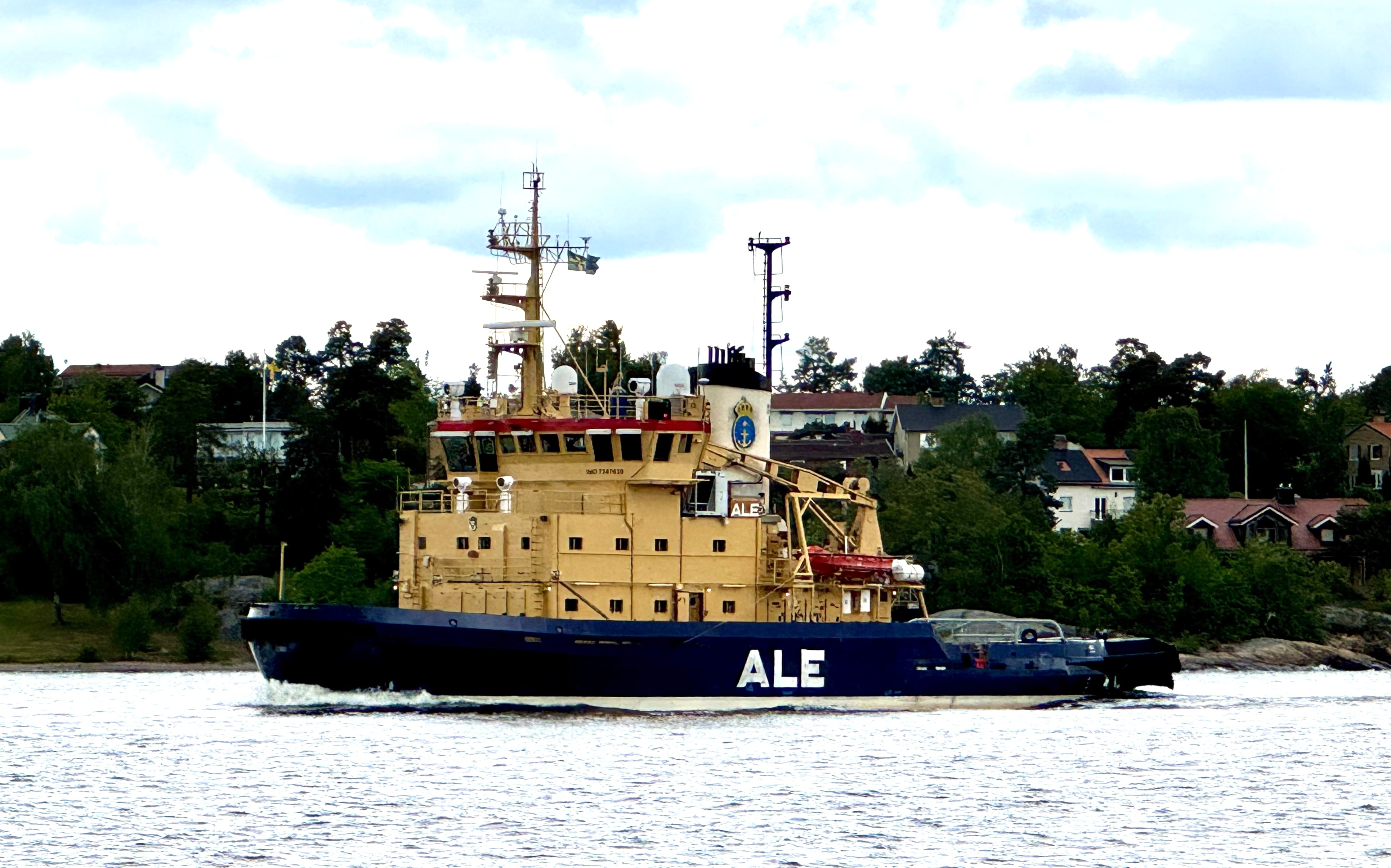
Ale i Halvkakssundet i Stockholm.